# Yair Mena
Yair Mena Palacios (Medellín, 28 giugno 2000) è un calciatore colombiano, attaccante dell'AVS.

## Carriera
Mena è cresciuto nel settore giovanile dell'Atlético Nacional dove ha debuttato il 24 febbraio 2019 nell'incontro di Categoría Primera A perso 1-0 contro l'Unión Magdalena. Fra il 2021 ed il 2022 ha giocato in prestito in seconda divisione con le maglie di Valledupar e Llaneros.
Nel 2023 ha fatto ritorno al Nacional dove ha giocato con maggior regolarità prima di venire ceduto a titolo definitivo all'AVS nel gennaio del 2024.

## Statistiche

### Presenze e reti nei club
Statistiche aggiornate al 30 agosto 2024.’’
| Stagione        | Squadra           | Campionato      | Campionato | Campionato | Coppe nazionali | Coppe nazionali | Coppe nazionali | Coppe continentali | Coppe continentali | Coppe continentali | Altre coppe | Altre coppe | Altre coppe | Totale | Totale |
| Stagione        | Squadra           | Comp            | Pres       | Reti       | Comp            | Pres            | Reti            | Comp               | Pres               | Reti               | Comp        | Pres        | Reti        | Pres   | Reti   |
| --------------- | ----------------- | --------------- | ---------- | ---------- | --------------- | --------------- | --------------- | ------------------ | ------------------ | ------------------ | ----------- | ----------- | ----------- | ------ | ------ |
| 2019            | Atlético Nacional | A               | 1          | 0          | CC              | 0               | 0               |                    | -                  | -                  |             | -           | -           | 1      | 0      |
| 2020            | Atlético Nacional | A               | 3          | 0          | CC              | 0               | 0               | CS                 | 1                  | 0                  |             | -           | -           | 4      | 0      |
| 2021            | Valledupar        | B               | 31         | 1          | CC              | 1               | 0               |                    | -                  | -                  |             | -           | -           | 32     | 1      |
| 2022            | Llaneros          | B               | 16         | 1          | CC              | 2               | 0               |                    | -                  | -                  |             | -           | -           | 18     | 1      |
| 2023            | Atlético Nacional | A               | 10         | 0          | CC              | 1               | 0               | CL                 | 2                  | 0                  |             | -           | -           | 13     | 0      |
| gen.-giu. 2024  | AVS               | LdH             | 6+1        | 1+0        | CP+CdL          | 0               | 0               |                    | -                  | -                  |             | -           | -           | 7      | 1      |
| 2024-2025       | AVS               | PL              | 4          | 0          | CP+CdL          | 0               | 0               |                    | -                  | -                  |             | -           | -           | 4      | 0      |
| Totale carriera | Totale carriera   | Totale carriera | 71         | 3          |                 | 4               | 0               |                    | 3                  | 0                  |             | -           | -           | 78     | 3      |